# Daniel Lescallier
 (septembre 2019).
Daniel Lescallier, né à Lyon le 4 novembre 1743 et mort à Paris le 14 mai 1822, est un administrateur maritime français, gouverneur, préfet colonial, préfet maritime, consul général.

## Biographie
Il partit pour Saint-Domingue avec le comte d'Estaing, nommé gouverneur général en 1764 et à son retour, il fut classé dans l'administration maritime à Toulon, où il occupa successivement les grades, d'élève commissaire, de sous-commissaire et de commissaire de marine, en 1776.
En 1780, il fut envoyé à la Grenade, en la même qualité, et au commencement de l'année 1782, le roi le nomma ordonnateur des trois colonies de la Guyane néerlandaise, Démérara, Berbice et  Essequibo, poste qu'il conserva jusqu'à la paix. Une pension de 2 000 francs fut la récompense de ses bons services.
Depuis cette époque jusqu'en 1791, il administra la Guyane française avec le rang de commissaire général ; il visita, par l'ordre du gouvernement, avec l'ingénieur Forfait, les ports, les arsenaux et les chantiers de l'Angleterre et des Provinces-Unies, et il finit par être adjoint au comité de marine de l'Assemblée constituante.

Au mois de mars 1792, il quittait de nouveau la France comme commissaire civil pour les Isle de France, de Bourbon et pour les établissements situés au-delà du cap de Bonne-Espérance, jusqu'à Pondichéry, où il se heurte au gouverneur Camille-Charles Le Clerc de Fresne qui démissionne en janvier 1793. Durant son séjour en Inde française, il découvre plusieurs manuscrits, dont Les Trente-deux Marches du trône (contes inspirés de la vie légendaire de Vikramâditya), alors totalement inconnu en Europe, qu’il traduisit du persan (langue utilisée à l’époque dans cette région de l’Inde) et fit publier en français en 1817 à New York.
Cette mission dura six ans et demi ; elle eut pour résultat de préserver les îles de France et de Bourbon des événements de Saint-Domingue[C'est-à-dire ?].
En 1797, la frégate la Cybèle le ramena en France, où il dirigea, pendant un an, le bureau des colonies au ministère de la marine. Il quitta cet emploi pour aller, en qualité d'Ordonnateur de première classe, organiser à Corfou un grand établissement maritime.
Témoin des événements du 18 brumaire, il ne tarda pas à être appelé au conseil d'État par le premier Consul.
Détaché en service extraordinaire pour Saint-Domingue, avec sept vaisseaux, quatre frégates, 5 000 hommes de troupes et les pleins pouvoirs nécessaires pour rétablir l'ordre dans cette colonie, il ne put sortir de Brest où il se trouva bloqué par trente vaisseaux de guerre anglais et un nombre considérable de frégates d'observation.
Rappelé à Paris, il reprit son service au conseil d'État, et fut nommé quelques mois après préfet maritime à Lorient.
Destiné à être Préfet en Égypte, Lescallier apprit l'occupation de ce pays par des forces supérieures, et dut revirer de bord vers Toulon.
La destination de Lescallier fut changée de nouveau : le gouvernement le nomma Préfet colonial à la Guadeloupe, dont le général Richepanse était Capitaine général. Des troubles graves avaient éclaté dans cette colonie ; les révoltés en avaient chassé le contre-amiral Lacrosse qui y commandait.
Lescallier eut la satisfaction d'écrire au ministre le 8 thermidor an X, que les troubles avaient entièrement cessé, et que le contre-amiral Lacrosse avait été réintégré dans ses fonctions aux acclamations unanimes des habitants.
Revenu à Paris, il rentra au conseil d'État en service extraordinaire; le 9 vendémiaire an XII, il fut nommé membre de la Légion d'honneur, commandeur de cet Ordre le 25 prairial de la même année et classé à ce titre parmi les électeurs de la Seine-Inférieure.
Baron de l'Empire en 1806, préfet maritime à Gênes, le 1er octobre 1810, l'Empereur le nomma Consul général aux États-Unis.
Remplacé après la chute de l'Empereur, Lescallier revint en France; il avait alors 72 ans, et il sentait le besoin de repos; il se retira des atfaires publiques.
Il est mort à Paris au mois de mai 1822.

## Source
- « Daniel Lescallier », dans Charles Mullié, Biographie des célébrités militaires des armées de terre et de mer de 1789 à 1850, 1852 [détail de l’édition]
- Jacques-Alphonse Mahul, Annuaire nécrologique, ou Supplément annuel et continuation de toutes les biographies ou dictionnaires historiques, 3e année, 1822, Paris : Ponthieu, 1823, p.137-145
- Bernard Brisou, « Lescallier Daniel », dans Histoire de l'Académie du Var : des origines à 1835, t. II, éd. association Livres en Seyne, 2019, 326 p. (ISBN 979-10-96694-09-9), p. 262-264. .